# Jan Hooks
Pour les articles homonymes, voir Hooks.
Jan Hooks est une actrice américaine, née le 23 avril 1957 à Decatur en Géorgie (États-Unis) et morte le 9 octobre 2014 à Woodstock (État de New York).
Elle est principalement connue pour sa participation à l'émission de divertissement américaine Saturday Night Live.

## Filmographie
- 1980 : The Bill Tush Show (série télévisée) : Plusieurs personnages
- 1983 : The 1/2 Hour Comedy Hour (série télévisée) : Régulière
- 1985 : Comedy Break (série télévisée)
- 1985 : The Joe Piscopo Video (vidéo)
- 1985 : Pee-Wee Big Adventure : Tina
- 1986 : Femme de choc (Wildcats) : Stephanie Needham
- 1987 : Funland : Shelly Willingham
- 1986 : Femmes d'affaires et Dames de cœur (Designing Women) (série télévisée) : Carlene Frazier Dobber (1991-1993)
- 1992 : Batman : Le Défi (Batman Returns) : Jen
- 1992 : Frosty Returns (série télévisée) : Lil (voix)
- 1993 : Coneheads de Steve Barron : Gladys Johnson, Driving Student
- 1993 : Une femme dangereuse (A Dangerous Woman) : Makeup Girl
- 1994 : The Martin Short Show (série télévisée) : Meg Harper Short
- 1998 : Simon Birch : Miss Leavey
- 2004 : Game Over (série télévisée) : Nadine (voix)
- 2004 : Jiminy Glick in Lalawood : Dixie Glick
- 2010 : 30 Rock (série télévisée) : Verna Maroney